# 사일러스 딘

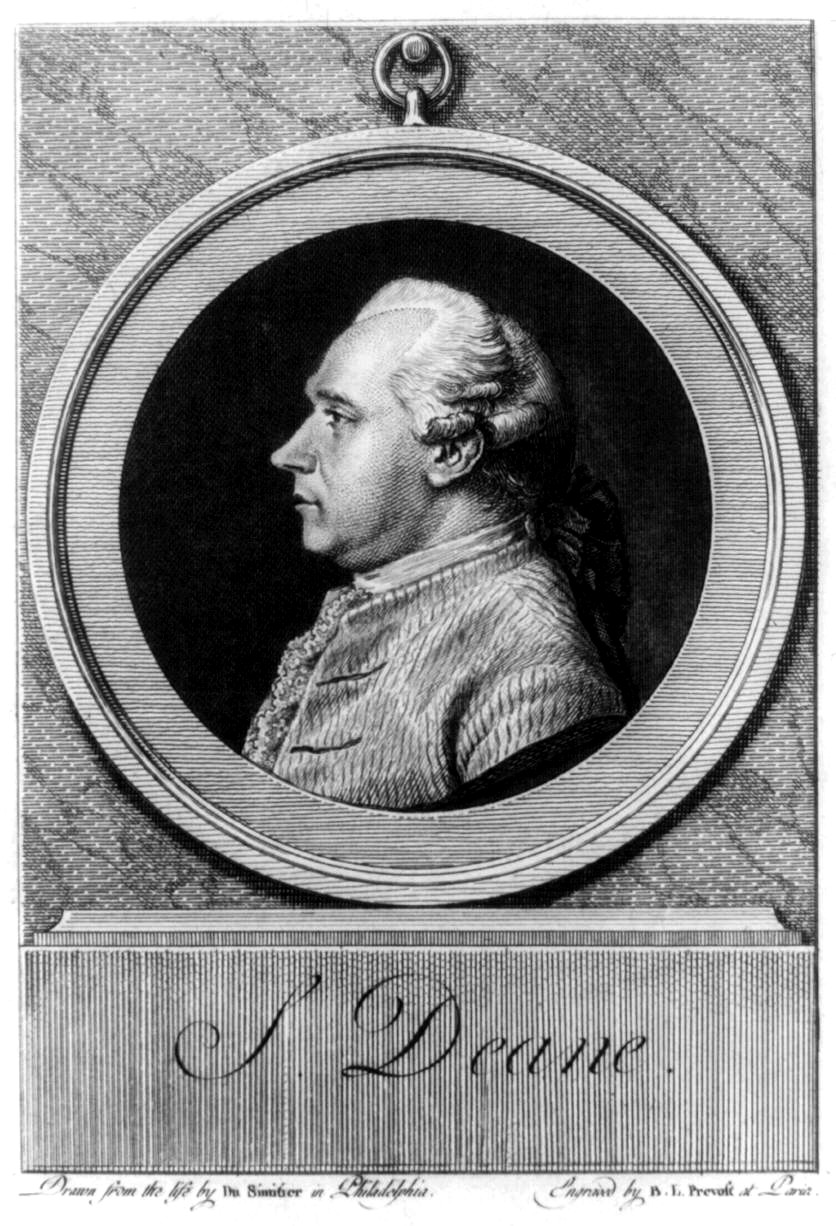
사일러스 딘, 1781년 경

사일러스 딘(Silas Deane, 1737년 12월 24일~1789년 9월 23일)은 미국 독립 전쟁 때의 대륙회의 대표이자 후에 미국에서 첫 외교관이 되었다. 대서양의 양안에 걸친 첩보 활동이 유명하다. 사일러스 딘이 영웅인가, 사기꾼인가라는 논의는 지금도 이루어지고 있다. 딘은 파리에서의 심상찮은 행동으로 정치적 논란을 불렀으며, 그 후 미국 독립을 비난하는 왕당파들을 지지했다. 그 후 그는 런던에서 그에서 지급되는 구호금으로 살았다. 이후 그는 네덜란드나 영국 등에 살았으며, 미국으로 돌아가는 해군선을 타자마자 의문의 죽음을 당했다.

## 생애
사일러스 딘은 코네티컷 그로턴에서 대장장이의 아들로 태어나 1758년에 예일 대학을 졸업했다. 1761년에는 변호사로 인정을 받았지만, 변호사보다는 코네티컷 웨더즈필드에서 상인이 되는 길을 택했다. 딘은 여기에서 이후 이중간첩으로 활약하는 에드워드 밴크로프트를 가르쳤다. 딘은 평생 두 번 결혼했고, 두 번 모두 상대는 웨더즈필드의 부유한 미망인이었다. 1763년 메히타블 웹과 결혼을 했지만, 1767년에 웹은 세상을 떠났다. 1770년, 엘리자베스 솔턴스톨 에바즈와 두 번째로 결혼을 했다. 그의 두 번째 아내는 매사추세츠 솔튼스톨 가문의 코네티컷 주지사 거든 솔턴스톤의 손녀였다.
딘의 의붓아들, 새뮤얼 블래츨리 웹은 대륙군 제9 코네티컷 연대 (이후 제1 코네티컷 연대로 통합) 대령으로 종군했다.

## 미국 독립 전쟁
딘은 미국 독립 전쟁 이전 코네티컷에서 적극적인 할동을 하면서, 1772년에는 식민지 의회 의원으로 선출됐다. 1774년부터 1776년에 걸쳐, 대륙회의 코네티컷 대표가 되었다.
1776년 초, 딘은 대륙회의의 명령을 받아 비공식적으로 프랑스에 건너가 비밀 첩보원으로 미국 식민지에 대한 차관을 받기 위해 프랑스 정부와 교섭을 벌였다. 이후 벤저민 프랭클린과 아서 리가 더해져, 대륙회의의 공식 대표로 프랑스 정부와의 외교적 교섭을 계속했다. 딘은 파리에 도착하면서 곧바로 프랑스 외교부 장관이었던 베르젠느 백작과 교섭을 벌였다. 극작가이자, 미국독립의 공공연한 지지자였던 보마르쉐의 도움을 받아 많은 무기와 탄약을 선박에 실어갈 수 있게 되었으며, 동시에 타이컨더로가 전투를 위한 재정적 지원을 받을 수 있게 되었다. 딘은 미래에 대륙군을 도와줄 많은 지원병의 징집도 맡았다. 이 중에는 라파예트, 드 까르푸 남작, 토마스 콘웨이, 카지미르 플라스키, 폰 슈토이벤 남작 등이 있었다.
딘은 프랑스와 거래를 확인할 때 부주의함이 드러났고, 또 보마르쉐와의 계약에 관해서 아서 리와의 사이에 견해차가 생겼기 때문에, 1777년 11월 21일, 주 프랑스 대사가 된 존 애덤스에 의해서 소환당해 경질되게 되었다. 게다가 리의 이의제기와 외국인 장교에게 미국에서의 고관직을 약속함으로써 고발될 우려가 있었다. 그러나 파리를 떠나기 전 1778년 2월 6일에, 딘과 다른 대표단이 교섭해 온 결과 프랑스와 우호, 무역, 동맹 조약에 조인할 수 있었다. 딘이 스코틀랜드인이었던 제임스 에이트켄(화가 존)에게 미국 식민지를 위해서 영국 포츠머스에서 영국 해군의 창고를 파괴할 계획에 공식의 승인을 했던 것도 이 무렵이다.
미국에 귀국하여 대륙회의에서 오랫동안 어려운 문책을 당했지만, 대륙회의가 요청한 딘의 영수증이나 급여 사본의 제출을 프랑스가 거부했으며, 존 제이와 존 애덤스도 그를 변호했다. 프랑스는 1778년 2월 6일까지 13개 식민지와의 동맹을 공식적으로 맺고 있지 않았고, 이전에 관계가 있었다는 증거는 외교적 문제가 될 소지가 있었다. 딘은 공세로 돌아서 프랑스와의 외교적 승리를 거두었으며, 그의 잘못을 문제 삼았던 대륙회의 대의원에게 분열을 조장한다고 문제를 제기했다.
1781년에 딘은 파리로 돌아가는 것을 허락받고, 남겨진 과제를 해결하기 위해 문제가 된 기록의 사본을 찾으려고 했다. 그러나 프랑스 장교와 이견이 있었으며, 뉴욕의 《리빙스턴스 로얄 가제트》(Rivington's Royal Gazette)가 딘이 형제에게 보낸 편지(그 중 미국의 독립이 희망이 없는 것으로 부정하고 영국과의 관계 개선을 제안했다)를 게재하였다. 딘은 고소를 당하여 모국에서 배신자로 낙인 찍혔다. 딘은 1783년 파리 조약으로 평화가 확립될 때까지 네덜란드에 살았고, 그 가난 때문에 영국으로 이주하였다. 딘은 ‘북미 자유 독립국 미국 시민에 대한 변명’이라는 자기변호를 위한 책을 발간했다.

## 죽음
1789년, 딘 잃어버린 자산을 되찾으려 미국으로 갈 계획을 세웠지만, 신기하게도 병에 걸려 출항하기 전에 9월 23일에 죽었다. 미국과 영국의 이중간첩이었던 에드워드 밴크로프트가 비소를 먹인 것이 아닌가 지적하는 학자도 있다. 에드워드 밴크로프트는 존 애덤스와 딘 모두에게 고용되어, 독립 전쟁 중에 정보를 수집하고 다녔지만, 딘이 미국 의회에 제출할 가능성이 있었던 진술서의 내용을 두려워 하고 있었다. 한편 아서 리의 고발장 내용으로 딘의 무죄가 인정되었다. 딘의 손녀는 남편을 통해 미국 의회에 딘 사건의 심리를 요구했고, 결과적으로 1842년, 딘의 사후 50년을 지나 딘의 일족이 $37,000의 손해 배상금을 받게 되었다.

## 유산
미국 해군의 호위함 USS 딘이 딘의 영예를 기리기 위해 명명되었다. 다른 이름으로는 사일러스 딘 중학교, 웹 딘 스티븐스 박물관, 사일러스 딘 고속도로가 웨더즈필드에 있다. 딘의 저택은 1766년에 완성되었으며, 미국 국립 역사 건축물로 지정되어 사일러스 딘 하우스로 일반에 공개되고 있다.